# Bebo Veracruz
Bebo Veracruz (Buenos Aires, Argentina; 1943) fue un cantante melódico y de boleros argentino con carrera en el exterior.

## Luego de editar el LP Tiempo de boleros, Bebo Veracruz integró el conjunto Los Fernandos, reemplazando a su primera voz Carlos Hernán y grabó con ellos otro LP que se distribuyó en la década de los '70.
Rubén Galerme.
Nacido en Buenos Aires, Argentina, siendo adolescente se radicó en Cuba con su familia, comenzando a destacarse como cantante. Sus padres regresaron a Argentina, pero Bebo se trasladó en 1963 a México, donde desarrolló su carrera. Sus primeras presentaciones en su país natal se produjeron en 1967.
Con el álbum Tiempo de boleros bajo el sello Polydor , pudo descollar sus más destacados temas e interpretaciones  melódicas en castellano.

## Temas interpretados
- Hambre
- Soy tu melodía
- Todo esta en ti
- Te invito
- El vicio
- En esta tarde gris
- Despiertame la piel
- Palabras de mujer
- Que no te cuenten cuentos
- ya ves
- Ya nada queda[2]